# Lilian Tordjo
Lilian Tordjo (1971/1972) is een Surinaams zangeres en radiopresentatrice. Ze zingt solo en was daarnaast tot 2022 leadzangeres van Irama Smeltkroes. Sinds 2022 presenteert ze het muziekprogramma Life is live op Radio Garuda.

## Biografie
Lilian Tordjo begon rond 1987 haar zangcarrière. Ze was toen 15 jaar oud en zong mee in de Terbangan-groep van haar vader. Rond de jaarwisseling van 2003 naar 2004 zong ze samen met Aidah Amatstam, waarbij ze begeleid werden door Eromas onder leiding van Oesje Soekatma.
In of na 2010 trad ze aan als leadzangeres van Irama Smeltkroes onder leiding van Mantje Karso. In de muziekstudio van Karso nam ze in 2019 haar solo-album Lekkerding op. Aan het album werkte ook haar band Irama Smeltkroes mee. In 2022, na afloop van de beperkingen door de coronapandemie waardoor optredens afgezegd moesten worden, stopte ze bij de groep.
Ondertussen begon ze rond 2022 met Fernando Soerowintono het muziekprogramma Life is live op Radio Garuda.